# Compsodrillia eucosmia
Compsodrillia eucosmia é uma espécie de gastrópode do gênero Compsodrillia, pertencente à família Pseudomelatomidae.